# Hans Egnér
Hans Gabriel Egnér, född 23 december 1896 i Stockholm, död 23 november 1989 i Katrineholm, var en svensk kemist.
Hans Egnér var son till överingenjören Carl Egnér. Efter studentexamen i Stockholm 1915 blev han 1918 filosofie kandidat och 1922 filosofie licentiat vid Stockholms högskola. Egnér var 1921–1922 assistent vid Nobelinstitutet för kemi och blev 1922 assistent och 1926 laborator vid Centralanstalten för försöksväsendet på jordbruksområdet. År 1932 utnämndes han till laborator i lantbrukskemi vid Lantbrukshögskolan. Egnérs vetenskapliga verksamhet omfattade huvudsakligen agrikulturkemin, särskilt gödsling och jordens gödslingsbehov. Han utvecklade en metod att bestämma fosfatvärdet hos åkerjord som först beskrevs i Metod att bestämma lättlöslig fosforsyra i åkerjord (1932). År 1940 beskrev han en liknande metod att bestämma åkerjorden behov av kalium. Egnér är begravd på Bråneryds kyrkogård.